# Priestleya graminifolia
Priestleya graminifolia är en ärtväxtart som beskrevs av Dc. Priestleya graminifolia ingår i släktet Priestleya och familjen ärtväxter. Inga underarter finns listade i Catalogue of Life.